# Pearl Harbor Glacier
Pearl Harbor Glacier är en glaciär i Antarktis. Den ligger i Östantarktis. Nya Zeeland gör anspråk på området. Pearl Harbor Glacier ligger 798 meter över havet.
Terrängen runt Pearl Harbor Glacier är bergig österut, men västerut är den kuperad. Trakten är obefolkad. Det finns inga samhällen i närheten.